# Новоукраинская городская община
Новоукраинская городская община (укр. Новоукраїнська міська громада) — территориальная община в Новоукраинском районе Кировоградской области Украины.
Административный центр — город Новоукраинка.
Население составляет 19429 человек. Площадь — 448,4 км².
Община создана 20 октября 2015 года, путём объединения территорий Новоукраинского городского совета, а также Марьянопольского и Сотницко-Балковского сельских советов Новоукраинского района. В 2020 году в общину также вошли Захаровский и Фурмановский сельсоветы.

## Населённые пункты
В состав общины входит 1 город и 15 сёл:
- Город Новоукраинка
  - Зверевка
  - Новоалександровка
  - Яблоновка
- Вороновский старостинский округ:
  - Ареповка
  - Вороновка
  - Егоровка
  - Сотницкая Балка
  - Схид
  - Ульяновка
- Захаровский старостинский округ:
  - Захаровка
  - Далёкое
- Марьянопольский старостинский округ:
  - Каменный Мост
  - Марьянополь
- Фурмановский старостинский округ:
  - Счастливка
  - Фурмановка